# Terra (satélite)

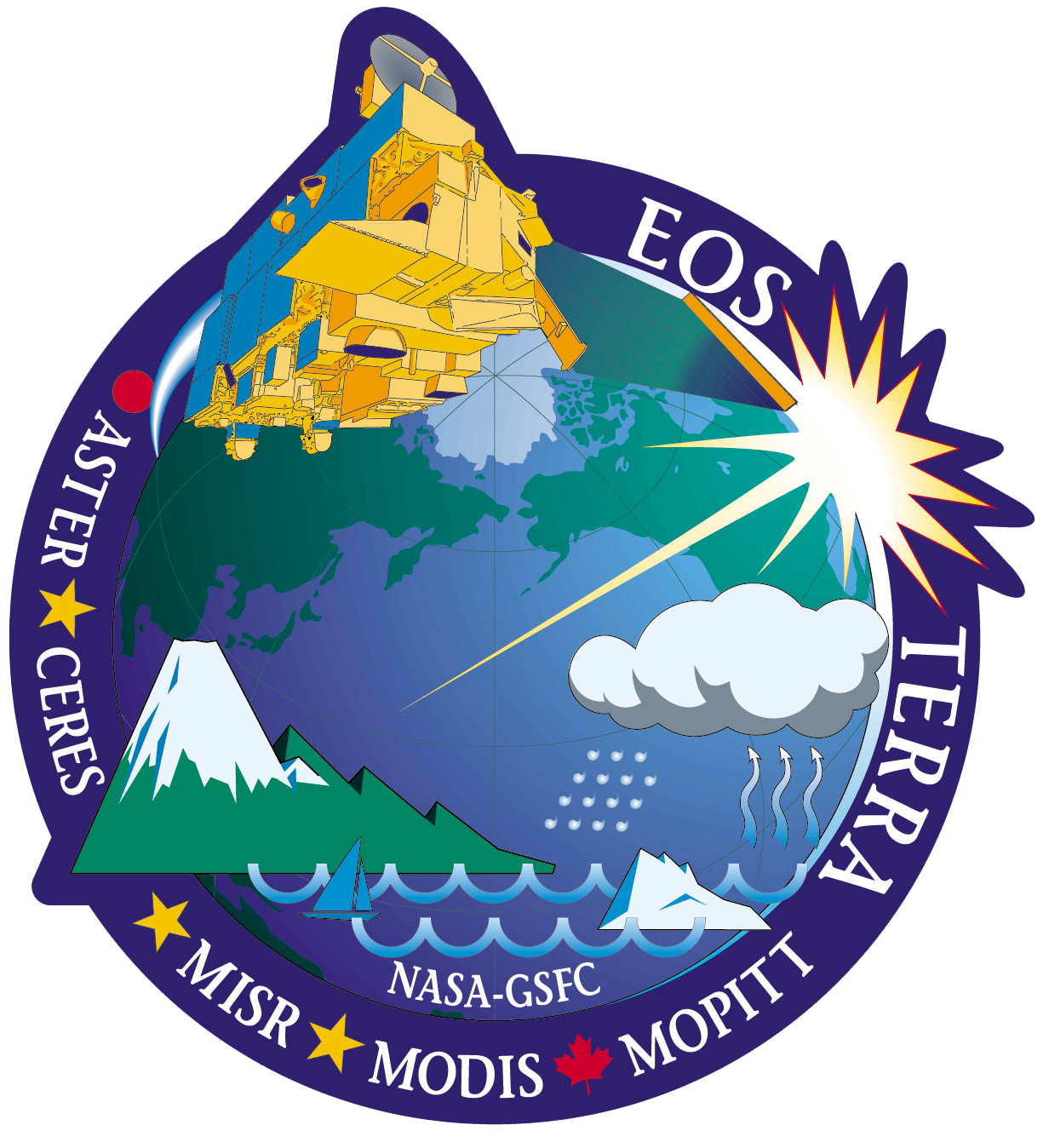
Patch da missão

Terra (EOS SER-2) é um projeto de pesquisa multi-nacional da NASA. O Satélite está em órbita héliossíncrona ao redor do planeta Terra. É a bandeira principal do Sistema de Observação da Terra (EOS, do inglês Earth Observing System)
O satélite foi lançado na Base Aérea de Vandenberg, em 18 de dezembro de 1999, a bordo de um Atlas II, e começou a coletar dados em 24 de fevereiro de 2000 (EOS).  
O Terra leva uma carga de cinco sensores remotos designados para monitorar o meio-ambiente da Terra e suas mudanças climáticas:  
- ASTER (Advanced Spaceborne Thermal Emission and Reflection Radiometer)[1]
- CERES (Clouds and the Earth's Radiant Energy System)
- MISR (Multi-angle Imaging SpectroRadiometer)
- MODIS (Moderate-resolution Imaging Spectroradiometer)
- MOPITT (Measurements of Pollution in the Troposphere)

Os dados coletados pelo Terra, iniciaram, o que no final resultará em 15 anos de coleção de dados.